# 曾子
曾参（前505年—前432年），字子舆，春秋末期鲁国南武城（山东嘉祥县）人，儒家主要代表人物之一，孔子的弟子，而子思便曾是他的門人，世稱“曾子”，有宗圣之稱。曾提出“吾日三省吾身”的修养方法，亦曾將孔子提出的「吾道一以貫之」歸納為「忠恕」。相传其著述有《大学》、《孝经》等儒家经典。同時，他亦為《二十四孝》中“啮指心痛”的主角。嘉祥存曾庙、曾林，曾姓后裔均把曾参作为自己的开派，是著名的孝子。

## 生平
曾子是夏禹的后代，姒姓。曾子的父亲曾點（字皙）是孔子早期弟子之一，行為不拘一格，有狂者的氣質。其「舞雩詠歸」的志向得到孔子的讚許，也成為後世儒士所追求的精神境界。
曾子于公元前505年（周敬王十五年，鲁定公五年）生於东鲁，小孔子四十六岁。他後來移居武城，十六岁時拜孔子为师，积极推行儒家主张，是孔子学说的主要继承人和传播者。孔子的孙子孔伋（字子思）师从曾子。孔伋后又传授孟子。
鲁哀公三年（公元前492年）曾参十四岁時“躬耕于泰山之下，遇大雨雪旬日不得归，因思父母，而作梁山之歌。”（见《淮南子》）鲁哀公十六年（公元前479年）曾参二十七岁時，孔子卒，曾参若父丧而无服，守孔子墓。鲁哀公二十七年（公元前468年）曾参三十八岁。武城大夫聘曾参为宾师，设教于武城。曾参五十岁时，“齐聘以相，楚迎以令尹，晋迎以上卿，皆不应命。”鲁悼公二十一年（公元前446年）曾参六十岁。与子夏、段干木等设教于西河一带。鲁悼公三十五年（公元前432年）曾参卒，年七十四岁。

### 慎終追遠
曾子曾提出“慎终，追远，民德归厚”的主张。又提出“吾日三省吾身”（《论语·学而》）的修养方法，即“为人谋而不忠乎？与朋友交而不信乎？传不习乎？”曾參言道：“士不可以不弘毅，任重而道远。”“仁以为己任，不亦重乎？死而后已，不亦远乎？”（《论语·泰伯》）“可以托六尺之孤，可以寄百里之命，临大节而不可夺也。君子人与？君子人也？”（《论语·泰伯》）。著述有《大学》、《孝经》等儒家经典，后世儒家尊他为“宗圣”。在儒家文化中与孔子、孟子、颜子、子思共称为儒家五大圣人。
曾子性情沉静，不屈从、不苟合，齐国欲聘之为卿，辞而不就。《韩诗外传》说曾参五十岁时，“齐聘以相，楚迎以令尹，晋迎以上卿，皆不应命。”孟氏使阳肤为师，问于曾子。曾子曰：“上失其道，民散久矣。如得其情，则哀矜而勿喜。”（《论语·子张》）“天下有道，则君子欣然以交同；天下无道，则衡言不革；诸侯不听，则不干其士；听而不贤，则不践其朝。”（《大戴礼记·解诂》）
曾子察觉到“天圆地方”说存在的矛盾，提出“如诚天圆地方，則是四角之不揜也。”并指出：“阳之精气曰神，阴之精气曰灵，神灵者品物之本也。阴阳之气各从其行则静矣。偏则风，俱则雪，交则电，乱则雾，和则雨。阳气胜，则散为雨露；阴气胜，则凝为霜雪。阳之专气为雹，阴之专气为霰。霰雹者，一气之化也。”（《大戴礼记·曾子天圆》）
《大戴礼记·曾子大孝》说：“天之所生，地之所养，人为大矣。”认为人是天地间最伟大的，并以“天地之性为贵”（《孝经》）。而孔子在《小戴礼记·礼运》亦说：“人者五行之秀气也。”荀子继承并发展了这一思想，认为人不是顺应自然，屈从于自然，而是能动的改造自然。“从天而倾之，孰与制天命而用之。”（《荀子·天论》）发现并重视人的作用，这是儒家思想的特点。

### 传说故事

#### 曾子受杖
传说曾子於瓜田除草，不慎割斷瓜根，曾點大怒，用棍子將曾子打昏，倒於瓜田，良久始甦，曾子清醒後向父親認罪，他随后操琴唱歌，以示身體健康。孔子知道這事後，告訴曾參說“小杖則受，大杖則走，今参委身待暴怒，以陷父不义，安得孝乎！”曾参回答：“参罪大矣！”

#### 啮指痛心

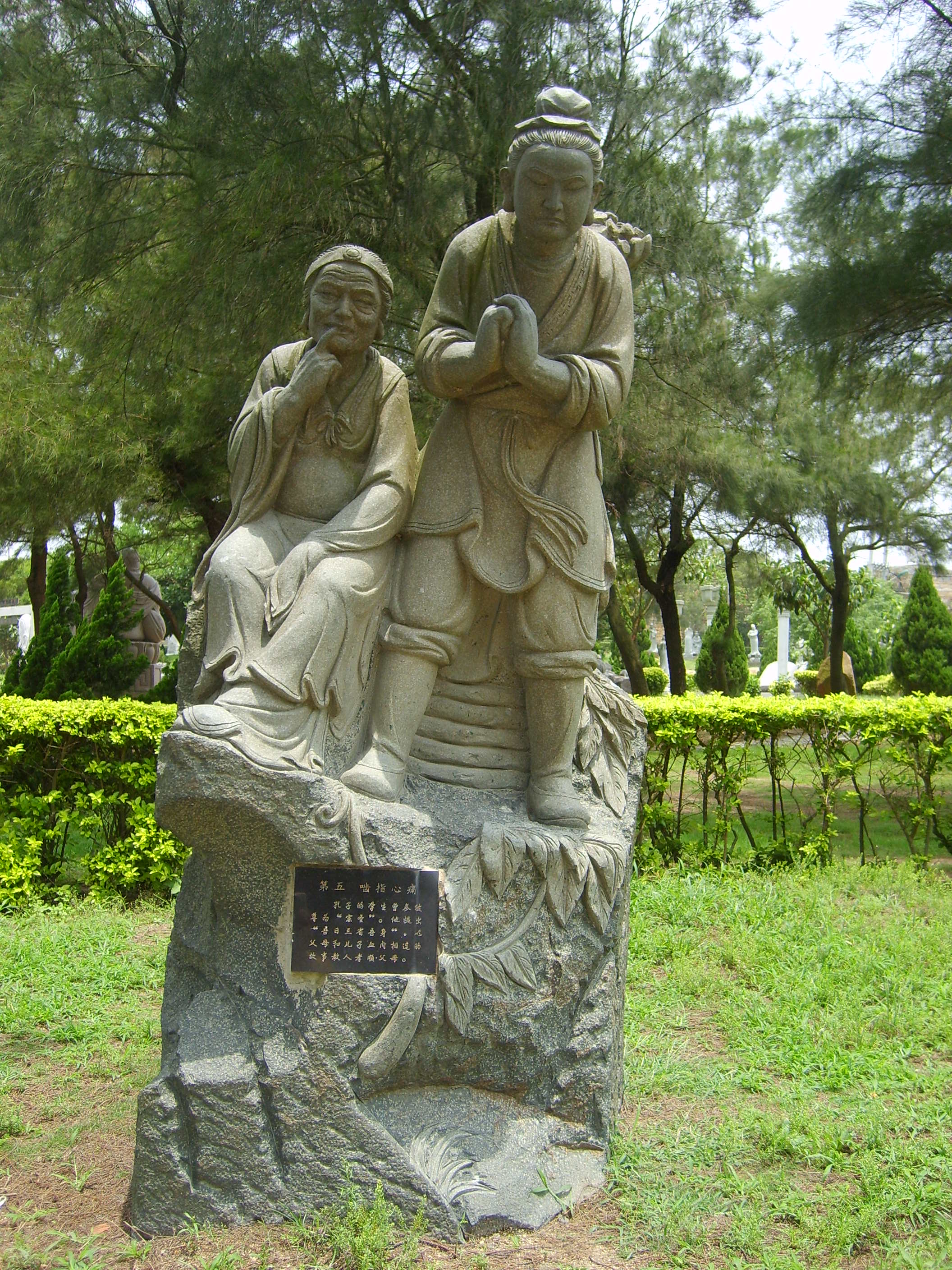
曾子與其母的雕像

“曾参，字子舆，事母至孝。曾参采薪山中，客至，母无措。参不还，乃啮其指。参忽心痛，负薪以归。跪问其母，母曰：有客忽至，吾啮指以悟汝耳。”
这就是古代著名的“二十四孝”中的“啮指痛心”。曾参入山去打柴，家里来了客人，母亲不知所措，就用牙用力地咬自己的手指。曾参忽然觉得非常心疼，背起柴迅速地返回家中，跪下问缘故。母亲说：“有客人忽然到来，我咬手指让你知道。”

#### 曾参杀人
《战国策·秦策二》记载：“昔者曾子处费，费人有与曾子同名族者而杀人。人告曾子母曰：‘曾参杀人。’曾子之母曰：‘吾子不杀人。’织自若。有顷焉，人又曰：‘曾参杀人。’其母尚织自若也。顷之，一人又告之曰：‘曾参杀人。’其母惧，投杼逾墙而走。
说的是曾子住在费的时候，有一个與曾子同名、同宗族的人杀了人，有人去告诉了曾子的母亲，曾母开始时还表示相信自己的儿子不会杀人，继续纺织，等到第三个人来说同样的事情的时候，曾母也怕了起来，立即丟掉梭子，翻墙逃走了。后世用这个典故来比喻人言可畏。李白就在《答王十二雪夜独酌有怀》中说：“曾参岂是杀人者，谗言三及慈母惊。”

#### 曾子杀彘
「曾子殺（或烹）彘（或猪）」，一則育兒故事，見《韓非子·外儲說左上》。
原文：
曾子之妻之市，其子隨之而泣，其母曰：「女還，顧反為女殺彘。」妻適市來，曾子欲捕彘殺之，妻止之曰：「特與嬰兒戲耳。」曾子曰：「嬰兒非與戲也。嬰兒非有知也，待父母而學者也，聽父母之教，今子欺之，是教子欺也。母欺子，子而不信其母，非所以成教也。」遂烹彘也。
譯文：
曾子的妻子去往集市，他兒子追隨母親哭鬧著要同去。他媽哄說：“你先回，我回到家裏給你殺豬。”曾妻從集市剛一回來，曾子就要動身逮豬而殺。曾妻趕緊制止道：“僅僅與孩子玩笑而已。”曾子說：“孩子不是跟你開玩笑啊！孩子不懂事，有待向父母學習，聽從父母的教導。現在騙他，是教會他欺騙啊。母親欺騙兒子，兒子因而不相信他母親，不能用以成教。”於是殺而煮豬肉。

## 主要封赠
曾子自唐高宗始有封赠，宋有追加，宋度宗时升列四配。明正统时重建专庙。明嘉靖时，访求曾子后裔，授以世职。
其历代主要的封赠如下：
- 178年（汉灵帝光和元年），敕画曾子像于七十二子之中。
- 668年（唐高宗总章元年），赠曾子为太子少保。
- 712年（唐睿宗太极元年），加赠为太子太保。
- 720年（唐玄宗开元八年），特塑曾子像坐于十哲之次并谐御制曾子赞。
- 739年（唐玄宗开元二十七年），赠曾子为郕国伯[5]。
- 1009年（北宋大宗祥符二年），晋升为瑕邱侯[6]。
- 1111年（北宋徽宗政和元年），改封为武城侯。
- 1267年（南宋度宗咸淳三年），升郕国公。
- 1330年（元文宗至顺元年），追尊为宗聖。

## 曾庙、曾林
曾庙，又称曾子庙、宗圣庙，位于嘉祥县城南23公里的南武山南麓。据传，曾庙始建于周考王十五年（前426年），原名“忠孝祠”。明正统九年（1444元）重建，改称“宗圣庙”。明弘治十八年（1505年）山东巡按金洪秦请扩修，正德九年（1514年）完工。明万历七年（公元1579年）重修，奠定了现在的布局和规模。曾庙是一处极具代表性的古代官式建筑群体，保留了鲜明的明代建筑风格。曾庙座北朝南，四周围以红墙，南北通长230米，东西宽120米，占地面积27600平方米。主要建筑物30余座。庙内碑碣林立，古柏参天。
曾林位于曾子庙西约1000米，坐北面南，南北长117米，东西宽60米，四周林墙高3米。原有中门一座，角门两座。内建有更衣所、斋房、飨堂各3间，堂前翁仲一对。传说堂后为曾子墓。曾子墓又称“宗圣墓”，现高4.5尺。墓前有石香炉、香案、翁仲及明成化、清乾隆年间石碑两座。1784年又于墓左筑望祭坛一座，并于坛上树碑，追祭曾氏二代祖先曾元至六十代曾昊诸祖。昔日曾林有专人祀守，每月初一小祭，每年春秋上月一大祭。
《山东通志》载：“成化初年，山东守臣上言，嘉祥南武山南，玄武山之东，有渔者陷入一穴中，得悬棺，其前有碣，镌曾参之墓，奏诏封树丘陵，建飨堂、神道。路旁松柏树木缭以周垣”。嘉祥重修曾子墓始于此。

## 后代
曾参家教有方，有“杀猪示信”等典故，他的儿子包括曾元（长子，字子元，任鲁国兵司马）、曾申（次子，字子西）、曾华，孙子为曾西，均以孝悌闻名。后世曾家也出过曾致尧（四十一代孙）、曾巩（四十三代孙）、曾公亮（四十四代孙）、曾國藩及曾國荃兄弟（七十代孫）等名人。

## “参”字读音
曾参姓名中的两个字都是多音字，其中“曾”作为姓氏毫無爭議读音为（ㄗㄥ，音同“增”）。
而“参”字，長久以來认为应读作所今切，演變到普通話是（ㄕㄣ）。王安石有詩句：
留犁挠酒得戎心，并夹通欢岁月深。

奉使由来须陆贾，离亲何必强曾参。
“參”“深”押韻。但是宋代高似孫質疑過，因爲曾參字子輿，從字看和馬車相關，意味着“參”通“驂”，那麼讀音就該是倉含切。倉含切演變到普通話該讀cān。

## 影視作品
- 2010年中國電影《孔子：決戰春秋》：陳偉棟飾曾參
- 2011年中國電視劇《孔子》：錢博飾曾參